# Konrad Grundmann

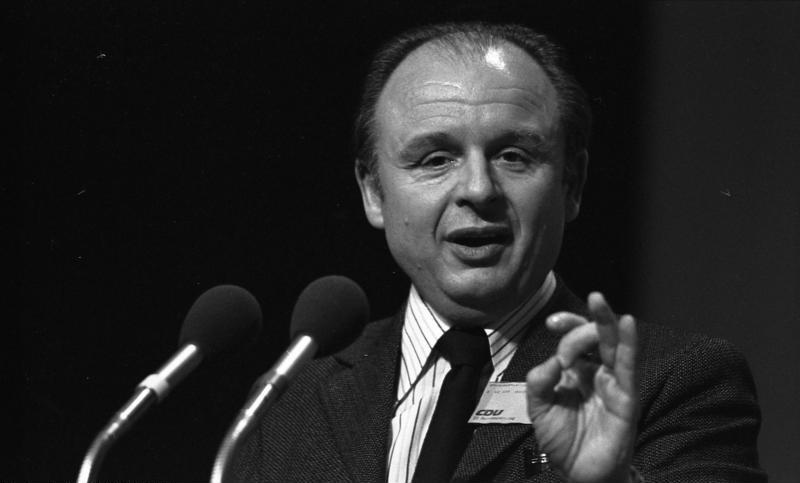
Konrad Grundmann (1973)

Konrad Grundmann (* 8. Januar 1925 in Krefeld; † 29. Mai 2009 ebenda) war ein deutscher Politiker (CDU).

## Leben und Werk
Grundmann trat 1946 der CDU bei und war von 1963 bis 1969 Landesvorsitzender der CDU Rheinland und von 1954 bis 1985 Mitglied des Landtags von Nordrhein-Westfalen.
In den Kabinetten Meyers I bis Meyers III von 1959 bis 1966 war er Arbeits- und Sozialminister des Landes Nordrhein-Westfalen.
Als Mitglied der Christlich-Demokratischen Arbeitnehmerschaft vertrat er besonders eine soziale Ausrichtung der Politik in seiner Partei.
Besondere Aufmerksamkeit schenkte er dem Ferienlager der Inneren Mission auf der Nordseeinsel Ameland, wo Kinder aus sozial schwachen Familien unbeschwerte Ferien machen konnten.
Beruflich war Grundmann von 1971 bis 1986 Vorstandsmitglied und Arbeitsdirektor der Rheinbraun AG.
Grundmann war Vorsitzender des Vorstands der vom Land Nordrhein-Westfalen getragenen Stiftung Gerhart-Hauptmann-Haus – Deutsch-osteuropäisches Forum.